# كريستوف مارتن
كريستوف مارتن (21 فبراير 1975 بتورناي في بلجيكا - ) هو لاعب كرة قدم بلجيكي في مركز حراسة المرمى. لعب مع فيلم تو تيلبورغ ونادي تورناي ونادي موسكرون ونادي مونز وR.R.C. Tournaisien ‏.